# 淑安公主
淑安公主（しゅくあんこうしゅ、スガンコンジュ、숙안공주、崇徳元年4月28日（1636年6月1日） - 康熙36年12月22日（1698年2月2日））は、李氏朝鮮第17代国王孝宗と仁宣王后の娘。第18代国王顕宗の同母姉。第19代国王粛宗の伯母。

## 生涯
1636年6月1日、孝宗の次女として誕生。1649年に祖父であった仁祖が崩御し、父が即位すると淑安公主に封じられた。1651年、夫の洪得箕（ホン・ドッキ）に降嫁し、夫は益平尉に封じられる。
1689年に発生した己巳換局で悪行を犯したとして、息子の洪致祥が処刑されてしまった。息子の仇を取るため、妹の淑明公主と共に、国王の伯母として国政にも関与。己巳換局で廃位された仁顕王后の復位運動にも西人派として協力。1698年、62歳で息を引き取った。

## 家族
- 父: 孝宗（1619年 - 1659年）
- 母: 仁宣王后張氏（1619年 - 1674年）- 新豊府院君張維の娘
  - 姉:淑慎公主（朝鮮語版）（1634年 - 1645年）
  - 妹:淑明公主（朝鮮語版）（1640年 - 1699年）- 沈益顕正室
  - 弟:顕宗 李棩（1641年 - 1674年）- 李氏朝鮮第18代国王
  - 妹:淑徽公主（1642年 - 1696年）- 鄭斉賢正室
  - 妹:淑静公主（朝鮮語版）（1645年 - 1668年）- 鄭載崙正室
  - 妹:淑敬公主（朝鮮語版）（1648年 - 1671年）- 元夢鱗（朝鮮語版）正室
  - 義妹:義順公主（1635年 - 1662年）- 錦林君 李愷胤の娘。睿親王（中国語版）ドルゴン嫡福晋（正室）（中国語版）[2]
  - 他、王子2人があったがいずれも夭折。
- 夫:洪得箕（朝鮮語版）（1635年 - 1673年）
  - 子:洪致祥（1654年 - 1689年）

## 登場作品
テレビドラマ
- 『張禧嬪［チャン・ヒビン］』（2002年-2003年、KBS）演：キム・ヨンナン